# Балк (правитель Молдови)
Балк (рум. Balc, ? — 1395) — правитель земель, що стали при Богдані I незалежним Молдовським князівством.

## Історія
Балк змінив на престолі свого батька Саса, але втримався всього лише протягом 1359, після чого був зміщений іншим воєводою з Марамуреш Богданом I. 
Після усунення від престолу Балк покинув Молдовське князівство та повернувся в Марамуреш, де в 1365 угорський король передав йому і його братам (Драґу, Драгомиру та Стефану) землі, якими раніше керував Богдан I. 
Їм також був наданий титул Воєводи Марамурешу. 
Балк і Драґо управляли Марамурешом до смерті Балка в 1395. Драґо став засновником угорсько-румунського аристократичного роду Драґфи. 
| Попередник Сас |  | Молдовський воєвода 1359 |  | Наступник Богдан I |